# Kalanchoe angustifolia
Kalanchoe angustifolia är en fetbladsväxtart som beskrevs av Achille Richard. Kalanchoe angustifolia ingår i släktet Kalanchoe och familjen fetbladsväxter. Inga underarter finns listade i Catalogue of Life.